# غلالة باطنة
الغلالة الباطنة (بالإنجليزية: Tunica intima) هي الطبقة الداخلية للشرايين والأوردة. وهي تتكون من طبقة واحدة من خلايا تسمى خلايا البطانة الداخلية وتقويها رقيقة داخلية مرنة. الغلالة الباطنة هي التي تكون ملامسة لجريان الدم في الوريد أو الشريان.
يتكون جدار الأوعية الدموية من ثلاثة طبقات: الطبقة الداخلية وهي الغلالة الباطنة، وطبقة وسطية (غلالة وسطانية)، وطبقة خارجية tunica externa.
يصعب عند التشريح فصل الغلالة الباطنة كغشاء كامل عن الطبقات التي تعلوها بسبب رقتها. فهي ذات بنية رقيقة شفافة ولا لون لها وشديدة المرونة، وبعد الموت تتعرج في تعرجات طولية.
تتكون الغلالة الباطنة من:
1. طبقة واحدة من خلايا بطانة غشائية مستديرة أو بيضوية أو مستطيلة وتتميز بنواة كروية أو بيضوية. يستعان بمحلول نترات الفضة لمشاهدة ذلك النسيج تحت المجهر.
2. طبقة ساندة تتكون من رقيقة داخلية مرنة، تتكون من أنسجة رقيقة متماسكة ذات خلايا متفرعة. في الشرايين الصغيرة ذات مقطع أقل من 2 مليمتر تتكون الرقيقة الداخلية المرنة من طبقة وحيدة متشعبة، وتكوّن طبقة سميكة فقط في الأوعية الدموية الأكبر من 2 مليمتر في قطرها.
3. طبقة مرنة فجوية fenestrated layer تتكون من غشاء مكوّن من ألياف مرنة مستطيلة الشكل موازية للوعاء الدموي؛ ترى تحت المجهر في شكلها الإبري وتتخللها فجوات مما أطلق عليها التسمية «الغشاء الفجوي» fenestrated membrane. تشكل هذه الطبقة السمك الرئيسي للطبقة الداخلية، وتبدو مكونة من عدة طبقات متشابكة مستطيلة ليفية مرنة، وبعضها يتخذ شكل غشاء ذو بنية مستطيلة في اتجاه الوريد أو الشريان. الغشاء الفجوي في الشرايين الرقيعة يكون رقيق جدا؛ ولكن سمكه كبير في الأوعية الدموية الكبيرة وعلى الأخص في الأبهر.

## وظيفتها

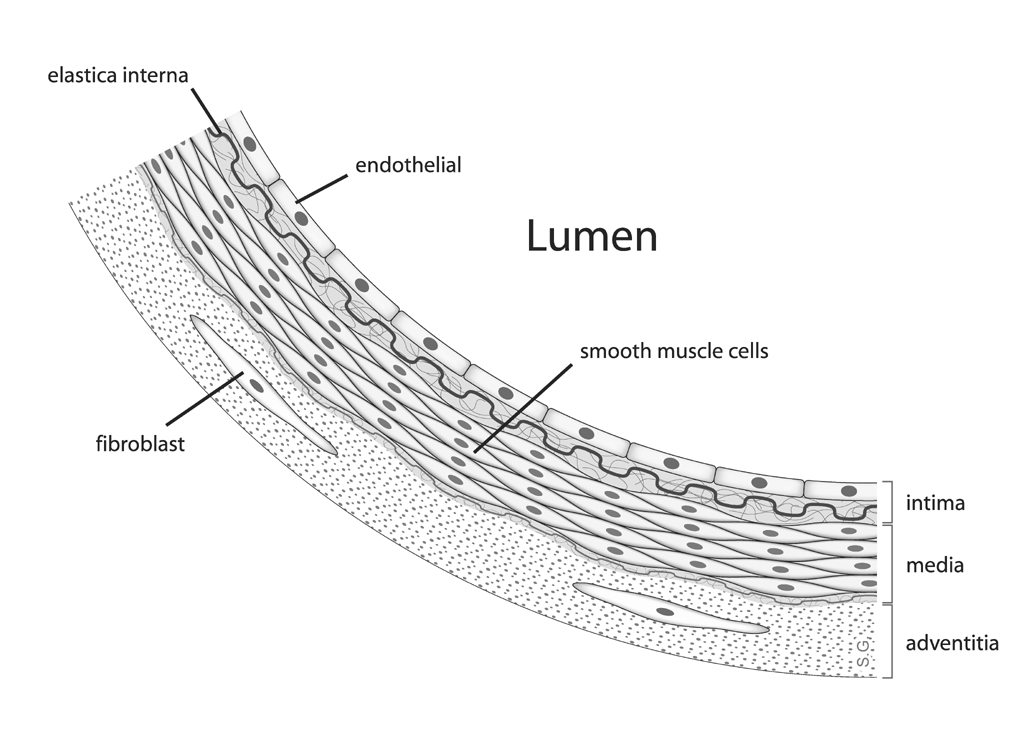
مقطع في جزء من شريان

الشريان وتكوينه الطبقي.

الغلالة الباطنة ملساء لكي تسمح بمرور الدم فيها ويساعدها في ذلك النسيج الطلائي. وهي تشكل الغلالة التي تتلامس مع الدم وما فيه من خلايا الدم الحمراء وخلايا الدم البيضاء. عند حدوث تمزق في النسيج الطلائي يمكن مثلا تراكم خلايا الدم الحمراء فيه. وعن طريق ما يفرزه النسيج الطلائي من جزيئات لاصقة يمكن أن يشمل التراكم خلايا دموية أخرى على الغلالة الباطنة.
ويشكل النسيج الطلائي حاجزا ذو نفوذية خصوصية لبعض المواد الغذائية في الدم. وهو في نفس الوقت يسمح بنفاذية غازات مثل أول أكسيد النتروجين (NO).
بالنسبة إلى الغلالة الوسطانية فهي سميكة نوعا ما ويتراوح سمكها بين 7 ميكرومتر إلى 140 ميكرومتر حسب قطر الشريان.
ينظم النسيج الطلائي إمداد الأنسجة الداخلية للشرايين والأوردة وكذلك أوعية الجهاز اللمفاوي بالدم. كما أن له فاعلية ضد الخثار ويسمح بتبادل المواد بين الدم والأنسجة. كما يلعب دورا في تخثر الدم. وهو أيضا له دور في نشأة بعض الأمراض الخاصة بالأوعية الدموية. ويحتوي النسيج الطلائي على عدة مواد لها تأثيرات مختلفة. تلك المواد تؤثر على نظام الجسم في منع تخثر الدم (مثل إفراز هرمون بلازمين). فما في النسيج الطلائي من سلفات هيبارين وثرومبوموديلين فهي مادتين تمنع تخثر الدم.
يفصل بين النسيج الطلائي وما فوقه من نسيج رابط طبقة رقيقة تسمى «غشاء قاعدي». تلك الطبقة تحوي أليافا مرنة، وخلايا ليفية يافعة وبعض الخلايا العضلية المنفردة.

## صور إضافية

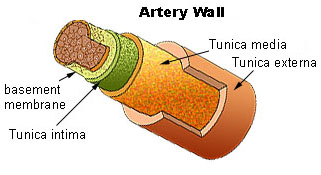
توصيح طبقات شريان
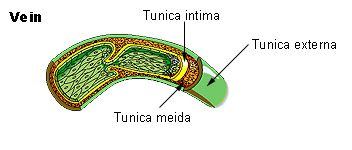
توضيح وريد
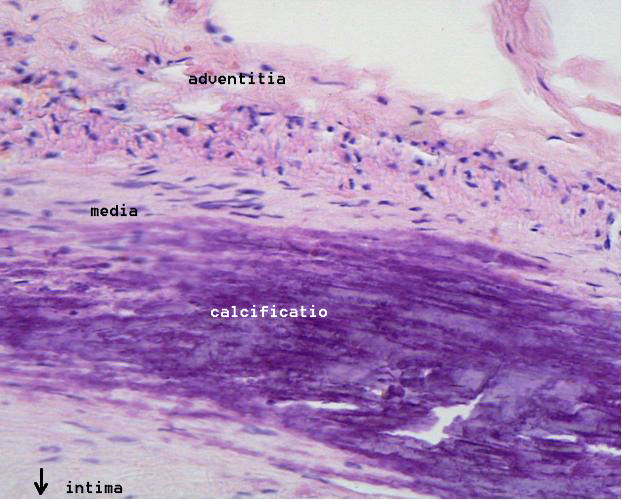
عينة جدار شريان ملونة بمحلول  Hämatoxylin-Eosin يبين تصلب شرياني كلسي

## وصلات خارجية
- صورة تشريحية: 66_02 في مركز جامعة أوكلاهوما للعلوم الصحية. - "Aorta"
- صور تشريحيَّة: Circulatory/vessels/vessels7/vessels2 - علم الأعضاء المقارن في جامعة كاليفورنيا، ديفيس — "Bird, vessels (LM, High)"
- Tunica+intima في قاموس إي ميديسين

- Image at About.com نسخة محفوظة 6 سبتمبر 2015 على موقع واي باك مشين.

## اقرأ أيضا
- بطانة غشائية
- شريان
- رقيقة داخلية مرنة
- غلالة وسطانية
- شرين arteriole
- شريان موصل elastic artery